# Jeanne Cuisinier
Pour les articles homonymes, voir Cuisinier (homonymie).
Ne doit pas être confondu avec Jean Cuisenier.
Jeanne Cuisinier, née le 30 octobre 1890 à Neuilly-sur-Seine et morte le 19 avril 1964 dans le 15e arrondissement de Paris, est une ethnologue française. Son travail porte notamment sur l'État malaisien du Kelantan et sur les Mường du Vietnam. 

## Biographie
Jeanne Adèle Nathalie Lucie Cuisinier naît à Neuilly en 1890, fille de Denis Benoît Jean Marie Cuisinier, propriétaire, et de Jeanne Michiels, son épouse.
Après des travaux littéraires, dont une étude sur Jules Laforgue, elle voyage à Madagascar, en Indochine, au Siam et à Java. Ses recherches sont encadrées et dirigées par Marcel Mauss et Paul Rivet, en particulier pour sa thèse, rédigée en 1943 et publiée en 1946. Ses travaux sur les Mường sont une sorte de parenthèse dans un travail axé sur le monde malais et Java. Alors que les premiers relèvent d'une « ethnologie totale », combinant adroitement géographie humaine et sociologie, ses études sur le rituel exploitent une connaissance fine des textes et des arts performatifs.
Les études qu'elle a publiées sont monographiques et ciblées sur de petites populations et d'une manière générale son œuvre est d'abord descriptive et analytique.  Ce n'est que dans Sumangat, L'âme et son culte en Indochine et en Indonésie, un de ses ouvrages les plus ambitieux, qu'elle cherche à travers l'étude des représentations et cultes des esprits en Asie du Sud-Est (en particulier dans l'ex-Indochine française et en Indonésie) à explorer les contextes indiens et musulman et à élargir le cadre explicatif. L'ensemble de son œuvre associe analyses des rituels et des représentations religieuses, son véritable centre d'intérêt.
Elle a laissé au musée de l'Homme plusieurs collections, conservées aux départements d'Asie et d'Océanie, de plus de 1300 pièces en tout, d'une grande richesse en particulier pour la documentation des théâtres d'ombre et représentations masquées du monde indo-malais.
À la fin de sa vie, elle travaillait à l'Université de Madagascar. Elle meurt en 1964 à Paris.

## Publications

### Discographie
- Mission J. Cuisinier, Malaisie, 1932 ; M. Leenhardt, 1939, Nouvelle-Calédonie (1 disque 78 tours édité), BAM, musée de l'Homme, 1950 : Face B : 3 chants de Malaisie, chœurs et paires de tubes pilonnants

## Prix Jeanne-Cuisinier
En hommage à Jeanne Cuisinier, l'Institut national des langues et civilisations orientales (INALCO) décerne un prix Jeanne-Cuisinier, instauré grâce à un legs de l'ethnologue et récompensant « le meilleur ouvrage écrit en français par un ou une élève (ou ancien(ne) élève) de l'École et consacré à l'Indonésie ».

## Sources
- Jean Filliozat, Notice nécrologique : Jeanne Cuisinier (1890-1964), BEFEO, Tome LIII, Fasc. 1, Paris 1966, pp. 1-3.
- Jacques Faublée, Nécrologie. Jeanne Cuisinier (1890-1964), Journal de la Société des océanistes. Tome 20, 1964, pp. 106-109.